# Deutsche Psychotherapeutenvereinigung
Die Deutsche PsychotherapeutenVereinigung e. V. (DPtV) ist eine berufsständische Interessenvertretung für Psychologische Psychotherapeuten (PP) und Kinder- und Jugendlichenpsychotherapeuten (KJP) in Deutschland.

## Geschichte
Der Verein wurde 2006 gegründet und basiert auf einem Zusammenschluss der 1984 gegründeten Vereinigung der Kassenpsychotherapeuten und dem 1992 gegründeten Deutschen Psychotherapeutenverband.

## Struktur
Die Gesellschaft ist als Verein ins Vereinsregister eingetragen. Sie zeichnet sich durch eine föderale Struktur mit Landesgruppen aus. Der Verband ist zudem in der Lobbyliste des Präsidenten des Deutschen Bundestages registriert.

### Mitglieder
Mit 25.000 Mitgliedern ist die DPtV der größte Berufsverband für Psychologische Psychotherapeuten und Kinder- und Jugendlichenpsychotherapeuten in Deutschland.
Die Leistungen der DPtV können von folgenden Personen in Anspruch genommen werden:
- niedergelassene, angestellte oder beamtete Psychologische Psychotherapeuten und Kinder- und Jugendlichenpsychotherapeuten
- in Ausbildung befindliche Psychologische Psychotherapeuten und Kinder- und Jugendlichenpsychotherapeuten (assoziierte Mitglieder)
- Studierende der Psychotherapie, Psychologie und Pädagogik mit dem Ziel der Ausbildung zum Psychologischen Psychotherapeuten bzw. zum Kinder- und Jugendlichenpsychotherapeuten (assoziierte Mitglieder)
- natürliche und juristische Personen, die sich für die Interessen der Psychologischen Psychotherapeuten und Kinder- und Jugendlichenpsychotherapeuten einsetzen (fördernde Mitglieder)

### Organe

#### Delegiertenversammlung
Jede Landesgruppe entsendet gewählte Delegierte zur mindestens zweimal jährlich tagenden Delegiertenversammlung. Hier werden die Leitlinien der Verbandsarbeit der DPtV diskutiert und beschlossen.

#### Bundesvorstand
Der Bundesvorstand wird von der Delegiertenversammlung für die Dauer einer Amtsperiode von drei Jahren gewählt. Er vertritt die Interessen der Mitglieder der DPtV in der Öffentlichkeit und in der Politik, insbesondere gegenüber den Kostenträgern und den sozialrechtlichen Selbstverwaltungsgremien, den Psychotherapeutenkammern und berufsständischen Gremien. Der Bundesvorsitzende ist aktuell der Psychologe und Psychotherapeut Gebhard Hentschel, Stellvertreter sind die Psychologen Christina Jochim, Barbara Lubisch, Anke Pielsticker, Michael Ruh, Sabine Schäfer und Enno E. Maaß.

#### Landesvorstand und die Landesgruppe
Der Verein ist in 17 Landesgruppen organisiert. Alle Mitglieder finden somit vor Ort Ansprechpartner für ihre landesspezifischen und individuellen Angelegenheiten. Die Landesgruppen führen mindestens einmal im Jahr eine Landesmitgliederversammlung durch.

### Geschäftsstelle
Die Bundesgeschäftsstelle befindet sich in Berlin-Tiergarten und wird von dem Bundesgeschäftsführer Carsten Frege geleitet.

## Aufgaben und Ziele
Der Verein engagiert sich für die Anliegen ihrer Mitglieder und vertritt deren Interessen gegenüber Institutionen, Behörden, Krankenkassen sowie in allen Gremien der Selbstverwaltung und in der Öffentlichkeit. Die berufs- und sozialrechtliche Anerkennung des Berufsstandes liegt wenige Jahre zurück und sind in den Jahren seit dem Psychotherapeutengesetz ist die Psychotherapie zu einem wichtigen Teil des Gesundheitswesens geworden. Dennoch muss die Psychotherapie um ihre Etablierung und Anerkennung in einem sich beständig verändernden Gesundheitswesen kämpfen. Die DPtV engagiert sich für die kontinuierliche Entwicklung und weitere Anerkennung des Berufsstandes der Psychotherapeuten und des Fachgebietes Psychotherapie.
Der Verein repräsentiert ihre Mitglieder aktiv in den Gremien der Selbstverwaltung der psychotherapeutischen Berufe, wie beispielsweise den Kassenärztlichen Vereinigungen und den Psychotherapeutenkammern. Sie kooperiert darüber hinaus mit den betreffenden
wissenschaftlichen Fachgesellschaften und Verbänden.
Der Verein arbeitet an der Optimierung der psychotherapeutischen Versorgung und der Absicherung der Arbeits- und Verdienstmöglichkeiten der Psychotherapeuten. Noch immer gibt es eine Reihe von Vorschriften, die die Psychotherapie im Verhältnis zur somatischen Medizin benachteiligen. Die Aufhebung dieser Missstände im ambulanten und stationären Bereich ist ein wichtiges Anliegen der DPtV.
Wo nötig, unterstützt sie Honorarklagen und hilft den Mitgliedern bei der Durchsetzung ihrer Forderung nach einer gerechten und konsequenten Honorarpolitik. Umfangreiche Honorarnachzahlungen an die PP und KJP wurden aufgrund von Urteilen des Bundessozialgerichts geleistet. Seit dem Jahr 2000 ist gesetzlich verankert, dass psychotherapeutische Leistungen angemessen vergütet werden müssen. Mit der Gesundheitsreform 2007 (GKV-WSG) wurde erreicht, dass psychotherapeutische Leistungen außerhalb der Regelleistungsvolumina und als Einzelleistungen zu vergüten sind.
Der Verein informiert seine Mitglieder mit verschiedenen Medien über die neusten berufspolitischen und beruflichen Entwicklungen im Bereich der Psychotherapie. Sie berät aber auch ganz praktisch zu Fragen der psychotherapeutischen Berufstätigkeit und entwickelt Materialien, die den Psychotherapeuten den Arbeitsalltag erleichtern. So hat sie zwei etablierte Qualitätsmanagementsysteme, das von der Kassenärztlichen Bundesvereinigung entwickelte System QEP – Qualität und Entwicklung in Praxen – und das vom Göttinger AQUA-Institut entwickelte System EPA (Europäisches Praxisassessment), entsprechend den Besonderheiten der Psychotherapeutischen Praxis weiterentwickelt und erprobt und stellt entsprechende Umsetzungshilfen zur Verfügung.

### Förderung des Nachwuchses
Der Verein setzt sich für eine qualitativ hochwertige, praxisnahe und bezahlbare Ausbildung zum Psychologischen Psychotherapeuten und Kinder- und Jugendlichenpsychotherapeuten ein. Um das zu gewährleisten, ist der DPtV eine Reform der Psychotherapeutenausbildung und damit eine Novellierung des Psychotherapeutengesetzes ein dringendes politisches Anliegen.

### Fortbildung
Der Bundesvorstand und die Landesgruppen der DPtV organisieren regelmäßig Informations- und Fortbildungsveranstaltungen zu aktuellen berufspolitischen Themen, auch in Verbindung mit Mitgliederversammlungen.
Weiterhin führt die DPtV Kongresse, Seminare und Workshops zur Praxisorganisation, Kooperationsformen, wirtschaftlicher Praxisführung und weiteren Themen der psychotherapeutischen Berufstätigkeit durch. Regelmäßig werden auch Einführungs- und Vertiefungsseminare zum Qualitätsmanagement (QM) in der psychotherapeutischen Praxis und zur konkreten Erstellung eines QM-Praxishandbuchs in den jeweiligen Ländern angeboten.
2012 ist mit DPtV CAMPUS die Fortbildungsakademie der Deutschen PsychotherapeutenVereinigung gegründet worden. Der Service der DPtV wurde somit um Fortbildungsveranstaltungen in den Bereichen Fachveranstaltungen, Praxismanagement, Berufspolitik und Junge Psychotherapeuten ergänzt.
Mit der Fortbildungsreihe „Klinische Organisationspsychologie“ können Psychologische Psychotherapeuten und Kinder- und Jugendlichenpsychotherapeuten ein Zertifikat erlangen, mit dem sie sich gezielt für die Prävention psychischer Erkrankungen und die diesbezügliche Zusammenarbeit mit Betrieben qualifizieren können.
DPtV CAMPUS arbeitet mit qualifizierten Referenten aus Wissenschaft und Praxis sowie der Selbstverwaltung zusammen. Die Konzeption und Qualitätssicherung obliegt dem Programmbeirat. Alle Veranstaltungen werden bei der zuständigen Psychotherapeutenkammer akkreditiert sowie evaluiert.

### Forschung
Der Verein engagiert sich in seiner berufspolitischen Arbeit für die Versorgungsforschung – unter anderem mit einer Fachgruppe Wissenschaft und Forschung. Als Mitglied im Deutschen Netzwerk Evidenzbasierte Medizin beteiligt sich die DPtV an der Initiierung und Durchführung von versorgungsbezogenen Forschungsprojekten.

### Öffentlichkeitsarbeit
Der Verein organisiert Veranstaltungen und gibt Pressemitteilungen sowie Publikationen zu gesundheits- und berufspolitisch relevanten Themen heraus. 2020 erschien der Report Psychotherapie: Fakten und Zahlen zur Versorgung psychisch Kranker.
Darüber hinaus erscheint vierteljährlich die Fachzeitschrift Psychotherapie Aktuell als Verbandsorgan der DPtV, sowie zu aktuellen Themen dreimal jährlich der Bundesmitgliederbrief, der seit 2024 nur noch als digitaler Newsletter versendet wird.